# Csónin
A csónin (町人, Hepburn-átírással: chōnin) az Edo-korban (1600–1867) kialakult japán városi polgárréteg, kereskedők és kézművesek, akik azonban nem rendelkeztek önkormányzattal (bár nem is adóztak), céheik felügyeletét a szamurájhatóságok látták el, mindazonáltal szabadabb és tehetősebb életet éltek, mint a kasztrendszerben fölöttük álló parasztok. Közülük (meg a szamurájok közül) kerültek ki az első nagy üzleti dinasztiák (Mitsui, Sumitomo), az ő igényeik kielégítésére jött létre a kor gazdag irodalmi, képzőművészeti és zenei kultúrája (bunraku, kabuki, ukijo-e). A vagyonosabb családok (Mitsui stb.) a busidóhoz fogható külön viselkedéskódexeket (csónindó) dolgoztak ki maguknak és leszármazottaiknak a prosperitás biztosítására. A régi japán városoknak az a magva, ahol kezdetben megtelepedtek, a sitamacsi, az „óváros”, Tokióban, a hajdani Edóban például a Szumida és a Nihombasi környéke meg Aszakusza mellékutcái.